# Sudbury Neutrino Observatory

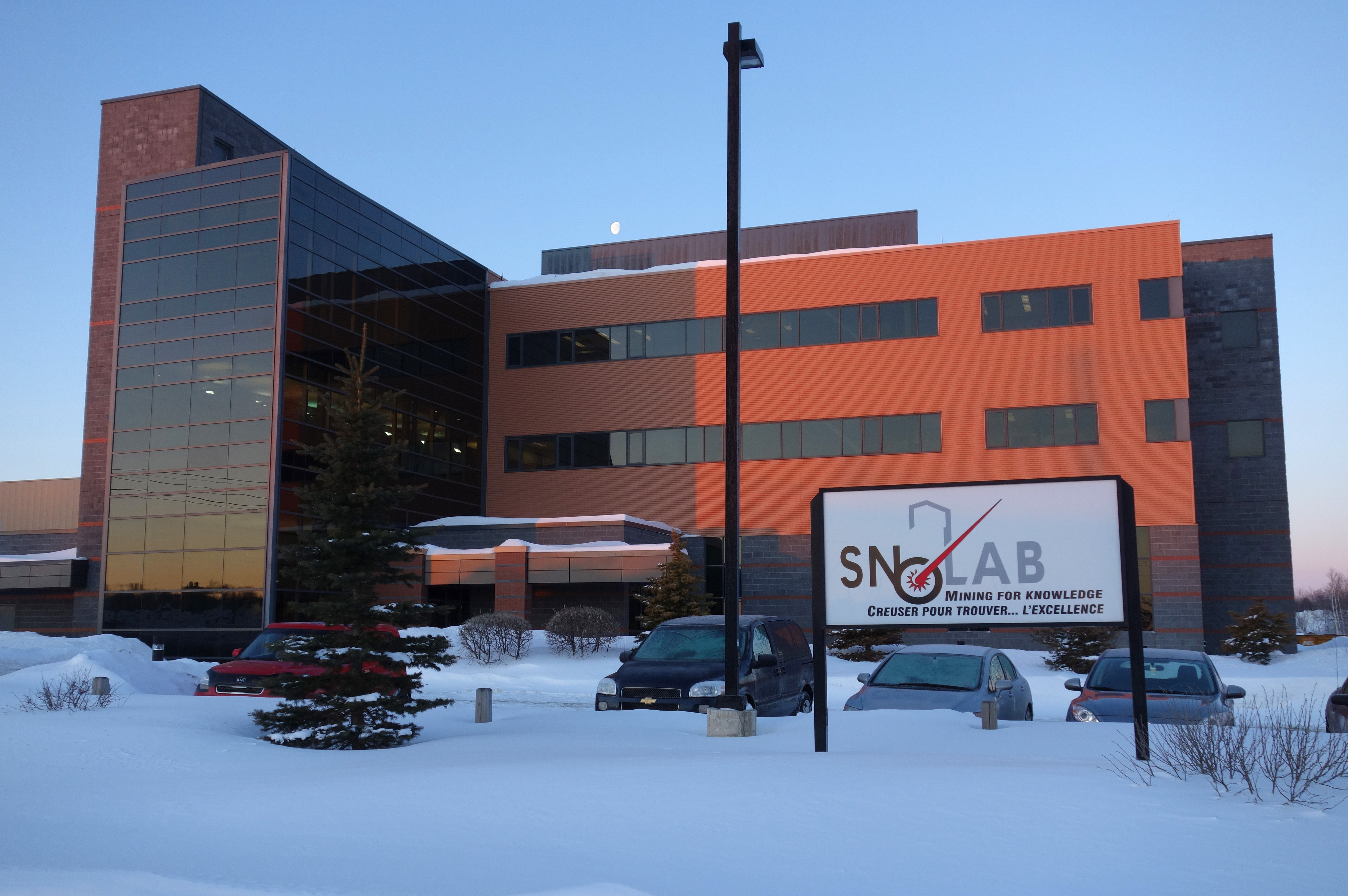
SNOLAB-Hauptgebäude bei Sudbury

Das Sudbury Neutrino Observatory (SNO) ist ein Neutrino-Observatorium in einer alten Nickelmine in der Nähe von Sudbury, Ontario, Kanada, das im Mai 1999 in Betrieb ging. Der Detektor wurde am 28. Oktober 2006 abgeschaltet, die gewonnenen Daten wurden danach über einen längeren Zeitraum analysiert.
Der Leiter des Experiments, Arthur McDonald, wurde 2015 mit dem Nobelpreis für Physik für den Beitrag des Experiments zur Entdeckung der Neutrinooszillationen ausgezeichnet.
2014 wurde das unterirdische Labor zu einer permanenten Einrichtung ausgebaut und führt seitdem mehrere Experimente als SNOLAB durch. Die SNO-Ausrüstung selbst wurde derzeit renoviert und fand als SNO plus (SNO+, SNOplus) seine weitere Nutzung.

## Aufbau und Ziel

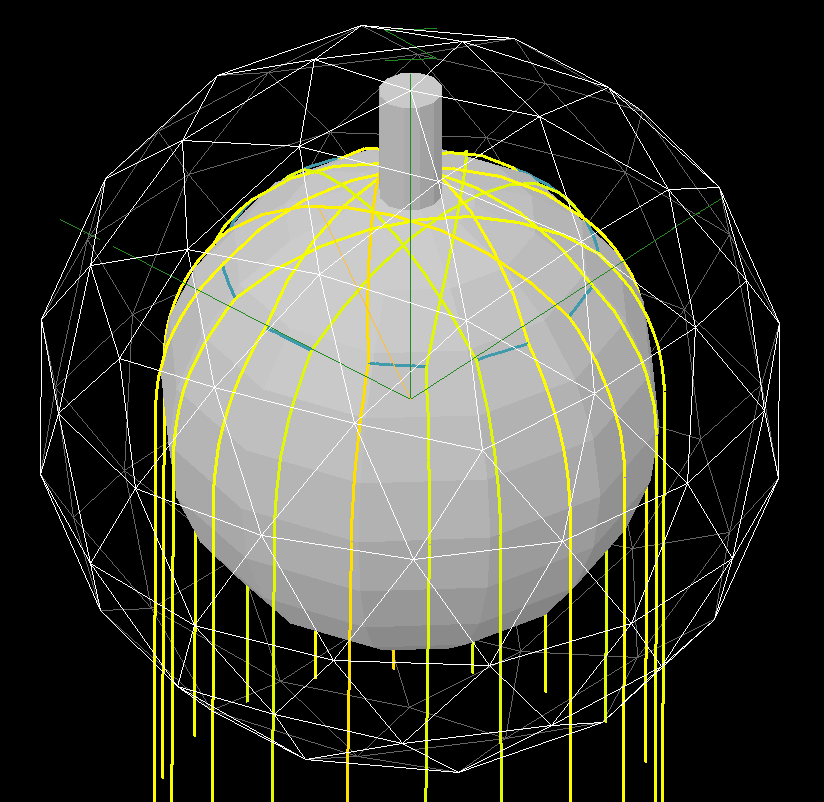
Schema des SNO plus

Kernstück des SNO ist der Detektor, der sich mehr als 2000 m unterhalb der Erdoberfläche befindet und 1000 t schweres Wasser (D2O) in einem kugelförmigen Tank aus Acrylglas enthält. Der Tank ist zur Abschirmung und zur mechanischen Stabilisierung vollständig in ein Becken mit normalem, hochreinem Wasser eingetaucht. Da sich der Detektor so tief unter der Erdoberfläche befindet, ist er sehr gut gegen kosmische Strahlung abgeschirmt.
Aufgrund der schwachen Wechselwirkung von Neutrinos mit Materie erreichen sie als einzige Teilchen nahezu ungehindert den Detektor. Elektron-Neutrinos reagieren mit den Neutronen des Deuteriums in den Molekülen des schweren Wassers zu einem Proton und einem Elektron (neutrinoinduzierter Betazerfall). Beim Durchgang der Elektronen durch das Wasser entsteht Tscherenkow-Strahlung, die von ca. 9600 um den Tank angeordneten Photomultipliern detektiert wird.
Myon- und Tau-Neutrinos können vorgenannte Reaktion nicht auslösen, können aber durch Reaktionen der elastischen Neutrinostreuung an Elektronen oder durch Disintegration von Deuterium in Proton und Neutron im Detektor nachgewiesen werden. Dadurch wird eine Unterscheidung von Elektronneutrinos und den übrigen Neutrinos ermöglicht. Erst hierdurch konnte das solare Neutrinoproblem (zu geringe Messraten für Elektron-Neutrinos) auch experimentell mit der Theorie der Neutrinooszillation erklärt werden, da die fehlenden Elektronneutrinos als Myon- oder Tauneutrinos detektiert werden konnten. Neuere Messungen haben gezeigt, dass der Gesamtneutrinofluss (Elektron-, Myon- und Tau-Neutrinos) sehr gut mit der Erwartung aus dem Standardsonnenmodell übereinstimmt. Hiermit sind zweifelsfrei Neutrinooszillationen nachgewiesen worden.
Am 18. Juni 2001 wurden die ersten wissenschaftlichen Ergebnisse von SNO veröffentlicht, die den ersten eindeutigen Beweis dafür liefern, dass Neutrinos oszillieren (d. h. sich ineinander verwandeln können), wenn sie sich in der Sonne bewegen. Diese Oszillation impliziert wiederum, dass Neutrinos Massen ungleich Null haben. Der von SNO gemessene Gesamtfluss aller Neutrino-Aromen stimmt gut mit der theoretischen Vorhersage überein. Weitere von SNO durchgeführte Messungen haben seitdem die Genauigkeit des ursprünglichen Ergebnisses bestätigt und verbessert.

## Auszeichnungen
- Asteroid 14724 SNO ist zu Ehren von SNO benannt.
- 2006 wurde das gesamte SNO-Team mit dem ersten John C. Polanyi Award für „einen kürzlich in Kanada durchgeführten herausragenden Fortschritt in allen Bereichen der Naturwissenschaften oder Ingenieurwissenschaften“ ausgezeichnet.
- 2015 Nobelpreis für Physik an Arthur B. McDonald für die Entdeckung der Neutrinooszillation
- 2016 Fundamental Physics Prize für SNO zusammen mit 4 weiteren Neutrinoexperimenten